# Casa Costa (Cadaqués)
Casa Costa és un habitatge del municipi de Cadaqués (Alt Empordà) inclòs en l'Inventari del Patrimoni Arquitectònic de Catalunya.numero 34.

## Descripció
Situada al sud del nucli urbà de la població de Cadaqués, a la cala del Llané petit, a primera línia de mar.
Es tracta d'un edifici de planta rectangular, construït en un terreny en pendent vers el mar. La coberta és plana i consta de planta baixa i pis, amb un cos avançat a la façana principal, construït amb posterioritat. A través d'unes escales exteriors s'accedeix a la porta principal, d'arc escarser i amb la dovella clau decorada. La façana principal es troba compartimentada per cinc eixos verticals, formats per pilastres bastides amb carreus ben desbastats amb el coronament emmerletat. Cada cos està coronat amb una cornisa motllurada de forma ovalada, amb decoració floral central. La resta d'obertures es corresponen amb grans finestrals rectangulars d'arc deprimit còncau, amb guardapols sostentats per mènsules.
Cal destacar la torre-mirador de planta poligonal, amb el coronament profusament decorat amb motius vegetals i amb les obertures formades per ovals.

## Història
Gràcies a les diferents representacions pictòriques i fotogràfiques que es documenten, hom pot dir que l'edifici ja estava bastit vers l'any 1910.